# Charles Gordon-Lennox (11e duc de Richmond)
 (janvier 2023).
Si vous disposez d'ouvrages ou d'articles de référence ou si vous connaissez des sites web de qualité traitant du thème abordé ici, merci de compléter l'article en donnant les références utiles à sa vérifiabilité et en les liant à la section « Notes et références ».
Charles Henry Gordon-Lennox, 11e duc de Richmond, 11e duc de Lennox, 11e duc d'Aubigny, 6e duc de Gordon DL (né le 8 janvier 1955), titré Lord Settrington jusqu'en 1989, et comte de March et Kinrara de 1989 à 2017, est un aristocrate britannique et propriétaire de Goodwood House dans le West Sussex. Il est le fondateur du Festival de vitesse de Goodwood et du Goodwood Revival.
Il est président du British Automobile Racing Club, patron de la TT Riders Association et membre honoraire du British Racing Drivers Club, de la Guild of Motoring Writers et du 500 Owners Club.

## La photographie
Passionné de cinéma et de photographie depuis l'âge de 10 ans, Lord Settrington quitte le Collège d'Eton à la première occasion et travaille à 17 ans pour le réalisateur Stanley Kubrick sur le film Barry Lyndon.
En 2012, une grande exposition de son travail photographique récent, « Nature Translated », est présentée au Bermondsey Project Space à Londres. L'exposition est présentée au Marble Palace, qui fait partie du Musée d'État russe de Saint-Pétersbourg, en janvier 2014 et à Moscou dans le cadre de la Biennale de la photographie de Moscou en avril 2014. Deux nouvelles expositions des photographies du duc ont lieu début 2015 : « Wood Land » qui s'est tenue à la Venus Over Manhattan Gallery de New York et « Abstract and Intentional » qui s'est tenue à la Hamiltons Gallery de Londres.

## Goodwood

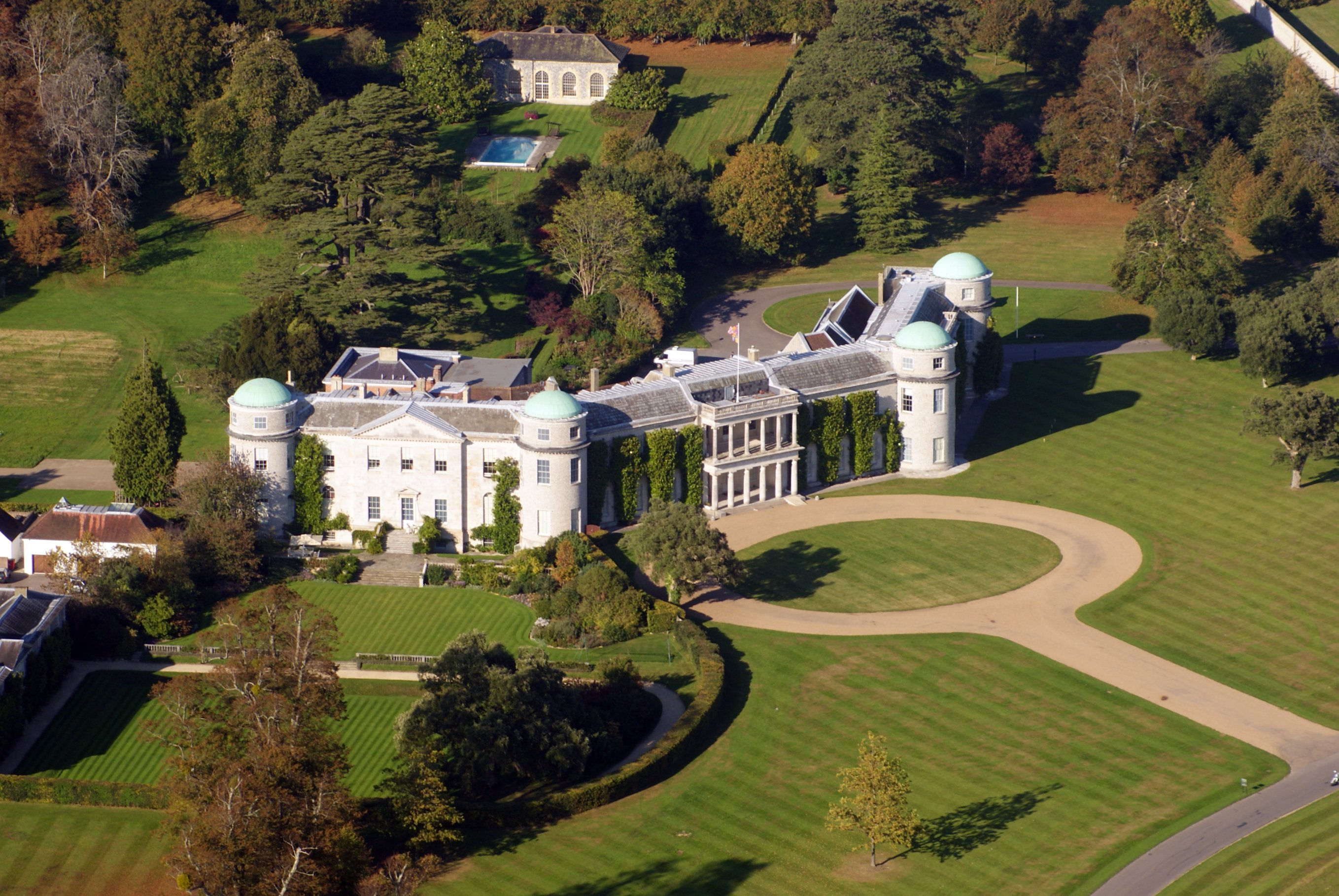
Goodwood House, West Sussex, Angleterre.

Il déménage de Londres au siège de la famille Goodwood pour prendre en charge la gestion du domaine, suivant la tradition familiale, le duc cédant la gestion du domaine à l'héritier présomptif lorsque ce dernier a quarante ans .
Le sport automobile à Goodwood est lancé par son grand-père, Freddie Richmond, qui ouvre le Goodwood Motor Circuit en 1948. Il crée le Festival of Speed à Goodwood House en 1993. Il ramène ensuite la course automobile sur le circuit, fermé en 1966, avec la création du Goodwood Revival en 1998.
Le domaine Goodwood s'étend sur 12 000 acres, soit environ 48 km2, au nord de Chichester. La Goodwood Estate Company est un portefeuille diversifié d'entreprises qui comprend : l'hippodrome de Goodwood, une ferme biologique de 4 000 acres, deux terrains de golf de 18 trous, l'aérodrome et l'école de pilotage de Goodwood, et un hôtel de 91 chambres. Le Groupe emploie plus de 550 personnes et attire chaque année 800 000 visiteurs sur le Domaine. Le siège social de Rolls-Royce Motor Cars se trouve également sur le domaine.

## Famille
Le duc vit à Goodwood House avec sa femme, Janet (née Astor), et leurs quatre enfants.
Il est marié deux fois et a trois fils et deux filles :
- 1) Sally Clayton ; une fille :
  - I) Alexandra Gordon-Lennox (née en 1985) ;
- 2) Janet Elizabeth Astor (née le 1er décembre 1961), fille de William Astor (3e vicomte Astor) (30 novembre 1991 à ce jour) ; une fille et trois fils :
  - II) Charles Henry Gordon-Lennox, comte de March et Kinrara (né le 20 décembre 1994), est l'héritier du duc,
  - III) William Rupert Charles Gordon-Lennox (né le 29 novembre 1996),
  - IV) Eloise Cordelia Gordon-Lennox (née le 10 mars 2000),
  - V) Frederick Lysander Gordon-Lennox (né le 10 mars 2000).

En janvier 2016, lui et la duchesse (alors comte et comtesse de March) ont été attaqués et ligotés dans un vol de joyaux majeur à Goodwood.